# Cobeja
Cobeja es un municipio y localidad española de la provincia de Toledo, en la comunidad autónoma de Castilla-La Mancha. El término municipal, ubicado en el este de la comarca de la Sagra, tiene una población de 2668 habitantes (INE 2024).
El origen del municipio no es del todo claro, pero al parecer es de origen celta, habitado después por hispanorromanos y por mozárabes. En el año 1086 con la toma de Toledo por parte de Alfonso VI, Cobeja pasa ser parte del Cabildo de la catedral toledana, y seguiría siendo así hasta el año 1833. El año 1155 con licencia del Cabildo se repuebla Cobeja con 48 habitantes y es al final del siglo XIII cuando Cobeja recibe su carta puebla. Era el señorío archiepiscopal el que impartía la administración de justicia en la villa y el que se encargaba de la vigilancia de los cultivos, que en aquella época eran muy abundantes en viñas y trigo. El cabildo recibía la sexta parte de la uva que se recogía en Cobeja. Nadie que no fuera vasallo del Cabildo podía tener casa en Cobeja.
La actividad económica de Cobeja ha sido y es principalmente la industria cerámica, buena cuenta de ello dan las numerosas cerámicas que se encuentran en el término municipal.

## Toponimia
El término "Cobeja" se cree que es un diminutivo despectivo de cueva, por lo que vendría a significar "covacha" o "covachuela". El historiador Basilio Pavón Maldonado habla de al-qubba como “torres o templetes de palacios”. García Sánchez citando otros autores recoge otros significados vocablo al-kubba: “pozo abovedado, tumba abovedada, morabito, ermita abovedada”. Según los cobejanos el término se originaría por las cuevas que se excavaban en la tierra para el trigo y el vino. En la actualidad ya no existen tales cuevas, aunque hay indicios de su existencia en el pasado. La raíz de Cobeja podría derivarse del latín cubicula, plural de cubiculvm, dormitorio, que posteriormente adquirió el significado de albergue. Otras posibilidades son la del diminutivo latino de cova, covicula, pequeña oquedad, o cubilia, madrigueras, y del árabe qúbba, bóveda, cúpula.
A lo largo de la historia ha aparecido con distintos nombres:
- Durante los siglos XII y XIII como "Covexa", "Covessa", "Cobessa", "Alcobieca" y "Cobeixa"
- En el siglo XV como "Cobeza" y "Cobeja"
- En el siglo XVII como "Couesa"
- En el siglo XIX como "Coveja"[3]

## Geografía

### Ubicación
Está situada en el noroeste de la provincia de Toledo y dista, 32 y 57 km de Toledo y Madrid, respectivamente. Su extensión es de 17,37 km² y su altitud es 504 m sobre el nivel del mar. Limita con los términos municipales de Pantoja al norte, Alameda de la Sagra al este, Villaseca de la Sagra al sur y Villaluenga de la Sagra al oeste, todas de Toledo.
El municipio está ubicado en un llano de la comarca de La Sagra y conforma dos barrios bien diferenciados, separados la carretera que atraviesa el municipio. El barrio septentrional está compuesto en general por edificaciones modernas y recientes (chalets, bloques de pisos…), con un trazado de calles es amplio y planificado. El barrio meridional está formado por edificaciones populares y espontáneas, rehabilitadas debido al paso del tiempo, con un trazado de calles irregular.
El suelo es llano, solo se levanta al sudeste el cerro del Águila, pero ya en término de Villaluenga de la Sagra. Varias cañadas ganaderas cruzan el término. Su suelo está formado por arcillas, margas yesiferas y arcosas carbonatadas. El rendimiento agrícola en estas tierras es excelente debido a que son llanas, fuertes, profundas y sin piedras, permitiendo a la maquinaria agrícola sacar el máximo rendimiento.

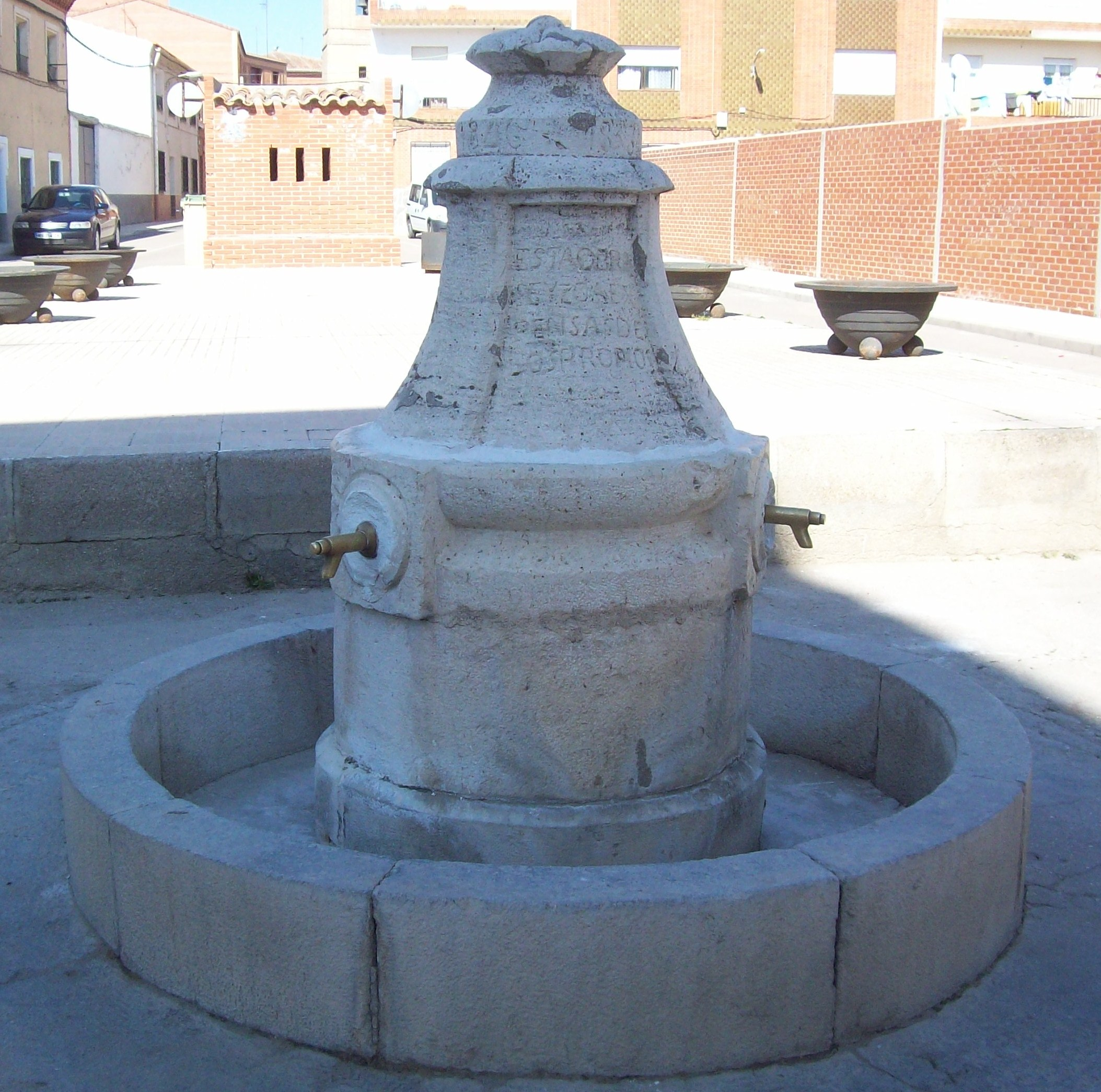
Fuente de agua en Cobeja, data de 1702

### Hidrografía
El arroyo Guatén o Guadatén (“río de barro”) atraviesa el término municipal de Cobeja, cruzándolo de norte a sur y es afluente del Tajo. El arroyo no discurre libremente por el municipio, sino que va canalizado y soterrado en el subsuelo. No es caudaloso e incluso el caudal desaparece en los veranos. Otros arroyos que discurren por la localidad son el San Pedro y el Gansarínos.
La localidad cuenta con varias fuentes, instaladas en parques y plazas públicas. Cabe destacar la fuente que se encuentra en la parte meridional del pueblo, que data de 1702, tal y como reza la inscripción en la misma.

### Flora
Las tierras que rodean el casco urbano están ocupadas por cultivos de cereales. La vegetación no es muy abundante, ya que ha sido sustituida por las extensas tierras de cultivo. Hay matorrales como los juncos o cañas, que se dan en ambientes húmedos como en la vega del arroyo Guatén.

### Fauna
Por su término municipal abundan las especies de caza menor como perdices, conejos y liebres. Por los campos cobejanos también hay abundancia de apódidos (como el vencejo o la golondrina) y cánidos como el zorro.

### Clima
El clima de Cobeja es mediterráneo con un carácter templado, denominado mediterráneo de interior, para diferenciarlo del mediterráneo de costa. Es similar al clima mediterráneo típico pero con temperaturas más extremas. Los inviernos son frescos, con temperaturas medias inferiores a los 5 °C, heladas nocturnas muy frecuentes y nevadas poco ocasionales (una cada tres o cuatro años). Los veranos son calurosos, con temperaturas medias superiores a los 24 °C en julio y agosto, y con máximas que pueden superar los 35 °C. Las precipitaciones son de carácter irregular y la población sufre fuertes oscilaciones térmicas (unos 10 °C de oscilación térmica diaria) y notable aridez.
Pascual Madoz dice en su diccionario acerca del clima de Cobeja:

CLIMA: templado y batida por todos los vientos
()

Cobeja se puede incluir dentro de la denominada tradicionalmente "España Seca". Las precipitaciones anuales son de una media de 336 mm al año.
| Datos climatológicos año 2008 (Observatorio Recas)                                                          |            |         |            |         |        |        |        |       |       |       |        |        |         |
| | MAXIMAS    | MAXIMAS | MINIMAS    | MINIMAS | Tmm °C | tmm °C | TMM °C | Hmm % | hmm % | Hmm % | P mm   | Vm m/s | ET0 mm  |
| FECHA | TMA        | FECHA   | tma        |         | Tmm °C | tmm °C | TMM °C | Hmm % | hmm % | Hmm % | P mm   | Vm m/s | ET0 mm  |
| Enero | 22/01/2008 | 17.3    | 01/01/2008 | -2.5    | 6.80   | 2.11   | 12.20  | 80.60 | 59.96 | 93.24 | 26.00  | 1.31   | 28.40   |
| Febrero | 27/02/2008 | 19.2    | 01/02/2008 | -1.7    | 8.12   | 3.21   | 13.78  | 76.08 | 52.99 | 90.66 | 23.40  | 1.87   | 45.80   |
| Marzo | 14/03/2008 | 24.0    | 06/03/2008 | -6.3    | 9.73   | 1.82   | 17.05  | 57.51 | 31.81 | 85.43 | 8.00   | 1.96   | 88.10   |
| Abril | 26/04/2008 | 27.0    | 22/04/2008 | 0.0     | 12.91  | 5.98   | 19.58  | 62.35 | 34.37 | 85.59 | 85.60  | 2.13   | 107.50  |
| Mayo | 03/05/2008 | 28.8    | 01/05/2008 | 0.9     | 14.86  | 8.97   | 21.30  | 66.46 | 38.23 | 89.17 | 58.60  | 1.54   | 119.10  |
| Junio | 29/06/2008 | 37.4    | 06/06/2007 | 7.7     | 21.41  | 13.28  | 29.07  | 50.77 | 25.09 | 82.01 | 54.80  | 1.65   | 172.60  |
| Julio | 23/07/2008 | 39.5    | 04/07/2008 | 10.9    | 24.87  | 15.64  | 33.26  | 34.13 | 15.20 | 62.08 | 7.20   | 1.78   | 214.30  |
| Agosto | 04/08/2008 | 40.0    | 05/08/2008 | 0.0     | 25.49  | 15.95  | 33.90  | 33.01 | 14.56 | 59.22 | 2.80   | 1.60   | 184.00  |
| Septiembre                                                                                                  | 01/09/2008 | 32.7    | 14/09/2008 | 5.9     | 19.67  | 12.65  | 27.23  | 47.28 | 26.24 | 71.87 | 7.40   | 1.58   | 122.90  |
| Octubre | 01/10/2008 | 26.3    | 29/10/2008 | 1.9     | 14.15  | 8.96   | 20.31  | 65.82 | 44.49 | 84.54 | 60.60  | 1.72   | 69.70   |
| Noviembre                                                                                                   | 17/11/2008 | 17.8    | 28/11/2008 | -6.0    | 6.91   | 1.31   | 12.85  | 73.99 | 49.42 | 91.38 | 0.20   | 1.38   | 33.40   |
| Diciembre                                                                                                   | 21/12/2008 | 15.9    | 26/12/2008 | -3.8    | 5.46   | 1.04   | 10.09  | 76.18 | 57.57 | 89.43 | 1.40   | 1.76   | 24.90   |
| AÑO 2008 | 04/08/2008 | 40.0    | 17/11/2008 | -6.3    | 14.22  | 7.59   | 20.91  | 60.28 | 37.45 | 82.00 | 336.00 | 1.69   | 1210.70 |
| Fuente: Centro Regional de Estudios del Agua CREA- UCLM Archivado el 2 de abril de 2013 en Wayback Machine. |            |         |            |         |        |        |        |       |       |       |        |        |         |

TMA = Temperatura Máxima absoluta

tma = temperatura mínima absoluta

Tmm = Temperatura media de medias

tmm = temperatura media de mínimas

TMM = Temperatura Media de Máximas

Datos en °C

Hmm = Humedad relativa media de medias

P = Precipitación
Vm = Velocidad media

ET0 = Evapotranspiración de referencia o evapotranspiración del cultivo de referencia acumulada

## Historia
Alfonso VI cede la población de Cubeixa en 1086, junto con otros territorios, a la iglesia Santa María de Toledo, a raíz de la reconquista de la ciudad, tal y como queda reflejado en los documentos de la época 

Rex in continenti dotavit Ecclesiam liberaliter et honeste; et dedit ei Briocam quam sibi retinuerat a tempore Almenonis, Barciles, Cabannas de Sagra, Covexa , Rodiellas, Alcoleia sub Talavera, Azecbuch que nunc dicitur Melgar, Almonecir, Alpobrega

El Rey en el continente dotó a la Iglesia generosa y honradamente; y le entregó a Brihuela, que había retenido para él desde el tiempo de Almenón, a Braciles, a Cabañas de la Sagra, a Cobeja,a Rodiellas, a Alcoleya, al pie de Talavera, a Azecbuch, que ahora se llama Melgar, a Almonacid y a Alpuebrega'

Cobeja pertenecería al señorío de la Iglesia toledana hasta 1833. Entre 1162 y 1166 el arzobispado otorga fuero a la población, con el consentimiento del Cabildo, para que la repoblasen 18 personas, pero este fuero se reserva la cuarta parte de la tierra para la Catedral. El señorío archiepiscolpal administraba justicia, tanto civil como criminal, para lo que nombraba a los oficiales del Concejo, compuesto por: alcalde, regidores y alguacil. El Cabildo recibía la sexta parte de la uva que se recogía, pagada a 2.5 maravedíes por cada aranzada de viñedo.
En la lista de las rentas que en 1232 percibía la catedral de Toledo aparece citada Couexa. Las reseñas que aparecen en los documentos mozárabes de la época existe la dificultad de distinguir Cobeja de Cobisa, pues en árabe se escriben del mismo modo. Aunque sin referencias al año concreto, se sabe que Cobeja recibió su carta puebla durante este siglo
En 1340, Cobeja tenía 30 vecinos, lo que suponía 90 habitantes. En este año se labran las tierras con 25 yuntas de bueyes y 7 de asnos.
Del siglo XVI al siglo XVIII siguen los cultivos de trigo y vid. En la relación de 1575 se refleja la recogida de 7200 fanegas de trigo, el equivalente a 167 000 kg.
El 24 de abril de 1752, se respondieron a las preguntas del Catastro de Ensenada. Se puede consultar las respuestas íntegras en Wikisource
Según el Diccionario geográfico-estadístico-histórico de España y sus posesiones de Ultramar de Pascual Madoz, el tomo séptimo, de 1847, en el que se encuentra la voz de Coveja, como aparecía escrito en esa época, Cobeja tenía: 

75 casas en 12 calles y 2 plazuelas; casa de ayuntamiento, cárcel,  pósito nacional creado por el pueblo , escuela de primeras letras dotada con 4 rales diarios a la que asisten 24 niños; iglesia parroquial dedicada a San Juan Bautista, curato de primer ascenso y provisión ordinaria, y en los afueras el cementerio en terreno alto y ventilado.
()

Sobre los terrenos y los caminos decía:

el terreno es llano y fértil principalmente en años de muchas lluvias; los caminos son vecinales e intransitables en el invierno.
()

Acerca de la producción agrícola del pueblo decía:

PROD: trigo, cebada, avena, garbanzos, algarrobas, lentejas, habas y titos; se mantiene poco ganado lanar , el mular de la labranza y se crian liebres.
()

Sobre la economía, decía que la contribución

según el cálculo oficial de la prov. 74'45 por 100 de esta riqueza. PRESUPUESTO MUNICIPAL: 10,000 del que se pagan 2,500 al secretario por su dotación y se cubre con el producto de las tierras de propios y repartimiento vecinal.
()

Referente a la población, se menciona que tiene 72 vecinos, unos 246 habitantes. También se menciona en este diccionario que el pueblo sufrió un saqueo por parte de las tropas francesas en 1809, en el que se perdieron los archivos de la iglesia y la escribanía numeraria.

## Demografía
Cuenta con una población de 2668 habitantes (INE 2024).
| Gráfica de evolución demográfica de Cobeja entre 1842 y 2021                                                          |
| |
| Población de derecho según los censos de población del INE. Población de hecho según los censos de población del INE. |

La población de Cobeja, según el padrón de 2009 del INE, es de 2387 habitantes, 1266 varones y 1121 mujeres y se concentra en su núcleo urbano, y no tiene fincas rústicas alejadas de la población. Su densidad es de 131,26 hab./km² (2009).

### Evolución demográfica
Según Sebastián de Miñano y Bedoya en su Diccionario geográfico-estadístico de España y Portugal, Cobeja contaba en los años 1820 con 310 habitantes. Sin embargo, la población de Cobeja descendió hasta los 242 habitantes, en la mitad del siglo XIX. La población cobejana creció constantemente desde el siglo XIX hasta mediados del siglo XX, en la década de 1950 alcanzó una población de 561 habitantes. En las siguientes dos décadas la población aumentó hasta los 1172 habitantes, más del doble respecto a la década de 1950. Este crecimiento fue debido a la inmigración de otros lugares para trabajar en las industrias cerámicas de la zona. Se desconoce si hubo movimiento emigratorios hacia otras zonas más industrializadas o al extranjero. A partir del año 1980 la población de Cobeja ha ido creciendo constantemente hasta alcanzar la cifra de 2280 habitantes en 2008, la cifra de población más alta de su historia.
En la última década la población ha ido en aumento por dos factores: el incipiente aumento de la natalidad y la llegada de personas de países del norte de África, Hispanoamérica y, especialmente, del este de Europa. Además el aumento se debe también a la llegada de personas procedentes de los grandes núcleos urbanos cercanos (sobre todo de Madrid)
En la siguiente tabla se muestra la evolución del número de habitantes entre 1999 y 2008 según datos del INE. En todos los casos se refiere a la población de derecho (compuesta por los empadronados, tanto los presentes como los ausentes en el municipio).
Es imprescindible especificar la fuente de los datos.
Para ello, usa el parámetro "fuente".
Para más información, consulta Plantilla:Evolución demográfica/doc.

### Movimientos migratorios
Según datos del INE del año 2009, el número de inmigrantes en Cobeja es 333, correspondiente a un 13,95% del total de población. El 27,02% de los inmigrantes son europeos, de los cuales un 20,42% provienen de Rumanía. La mayoría de los inmigrantes (46,54% del total de inmigrantes) provienen de África, sobre todo de Marruecos (el 39.93 %) y de los inmigrantes provenientes de América (un 24% del total), el 7,50% son de Colombia, el 8,70% de Ecuador y el 1,20% de Argentina. Hay ocho inmigrantes asiáticos en el municipio.
| Inmigrantes residentes en Cobeja por lugar de origen                              | Inmigrantes residentes en Cobeja por lugar de origen | Inmigrantes residentes en Cobeja por lugar de origen | Inmigrantes residentes en Cobeja por lugar de origen | Inmigrantes residentes en Cobeja por lugar de origen | Inmigrantes residentes en Cobeja por lugar de origen | Inmigrantes residentes en Cobeja por lugar de origen | Inmigrantes residentes en Cobeja por lugar de origen | Inmigrantes residentes en Cobeja por lugar de origen |
| Región/País                                                                       | Hombres                                              | Mujeres                                              | Total                                                |                                                      | Región/País                                          | Hombres                                              | Mujeres                                              | Total                                                |
| --------------------------------------------------------------------------------- | ---------------------------------------------------- | ---------------------------------------------------- | ---------------------------------------------------- | ---------------------------------------------------- | ---------------------------------------------------- | ---------------------------------------------------- | ---------------------------------------------------- | ---------------------------------------------------- |
| Rumania                                                                           | 34                                                   | 34                                                   | 68                                                   | Ecuador                                              | 17                                                   | 12                                                   | 29                                                   |                                                      |
| Portugal                                                                          | 11                                                   | 3                                                    | 14                                                   | Colombia                                             | 12                                                   | 13                                                   | 25                                                   |                                                      |
| Polonia                                                                           | 4                                                    | 1                                                    | 5                                                    | Bolivia                                              | 0                                                    | 1                                                    | 1                                                    |                                                      |
| Total Unión Europea                                                               | 49                                                   | 41                                                   | 90                                                   | Europa no UE                                         | -                                                    | -                                                    | -                                                    |                                                      |
| Argentina                                                                         | 5                                                    | 1                                                    | 6                                                    | Marruecos                                            | 89                                                   | 44                                                   | 133                                                  |                                                      |
| Total América                                                                     | 27                                                   | 24                                                   | 51                                                   | Total África                                         | 106                                                  | 49                                                   | 155                                                  |                                                      |
| Total Asia                                                                        | 1                                                    | 7                                                    | 8                                                    |                                                      | TOTAL                                                | 200                                                  | 133                                                  | 333                                                  |
| Fuente: Elaboración Wikipedia a partir del estudio de datos estadísticos del INE. |                                                      |                                                      |                                                      |                                                      |                                                      |                                                      |                                                      |                                                      |

## Economía
La principal actividad económica de Cobeja ha sido tradicionalmente la agricultura y la ganadería, aunque, el sector industrial es de gran importancia (sobre todo el cerámico), que según datos del Estudio de Datos Económicos y Sociales de Caja España acapara 229 trabajadores (32,2%) y la construcción, íntimamente ligada al sector cerámico de la localidad. En 2007 la distribución del empleo de afiliados por sectores de ocupación era la siguiente: 37,8% de la población dedicada a los servicios (principalmente el comercio), el 32,2% a la industria, el 2,8% a la agricultura y ganadería y el 27,2% restante a la construcción.

### Agricultura y ganadería

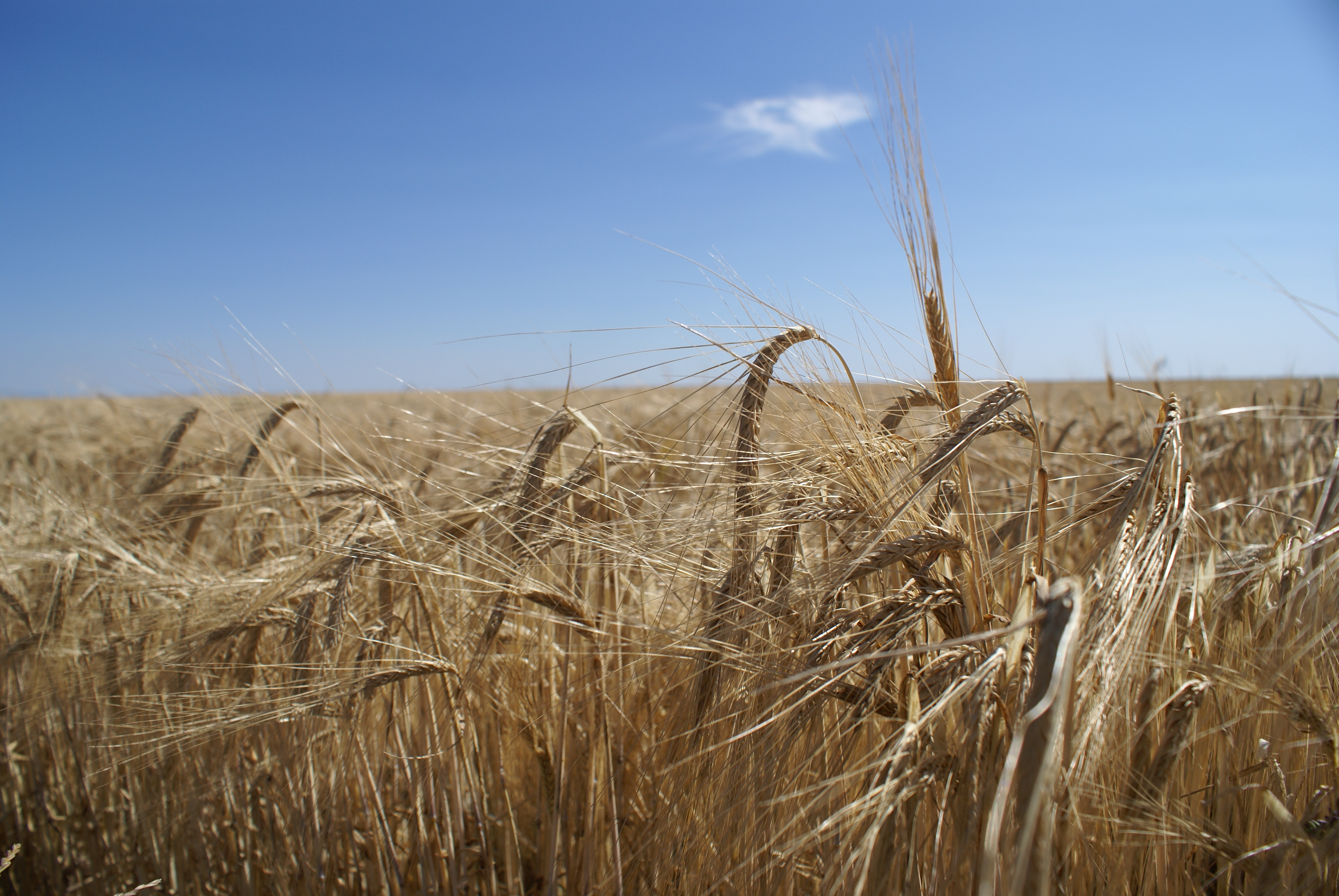
Cultivo cebada.

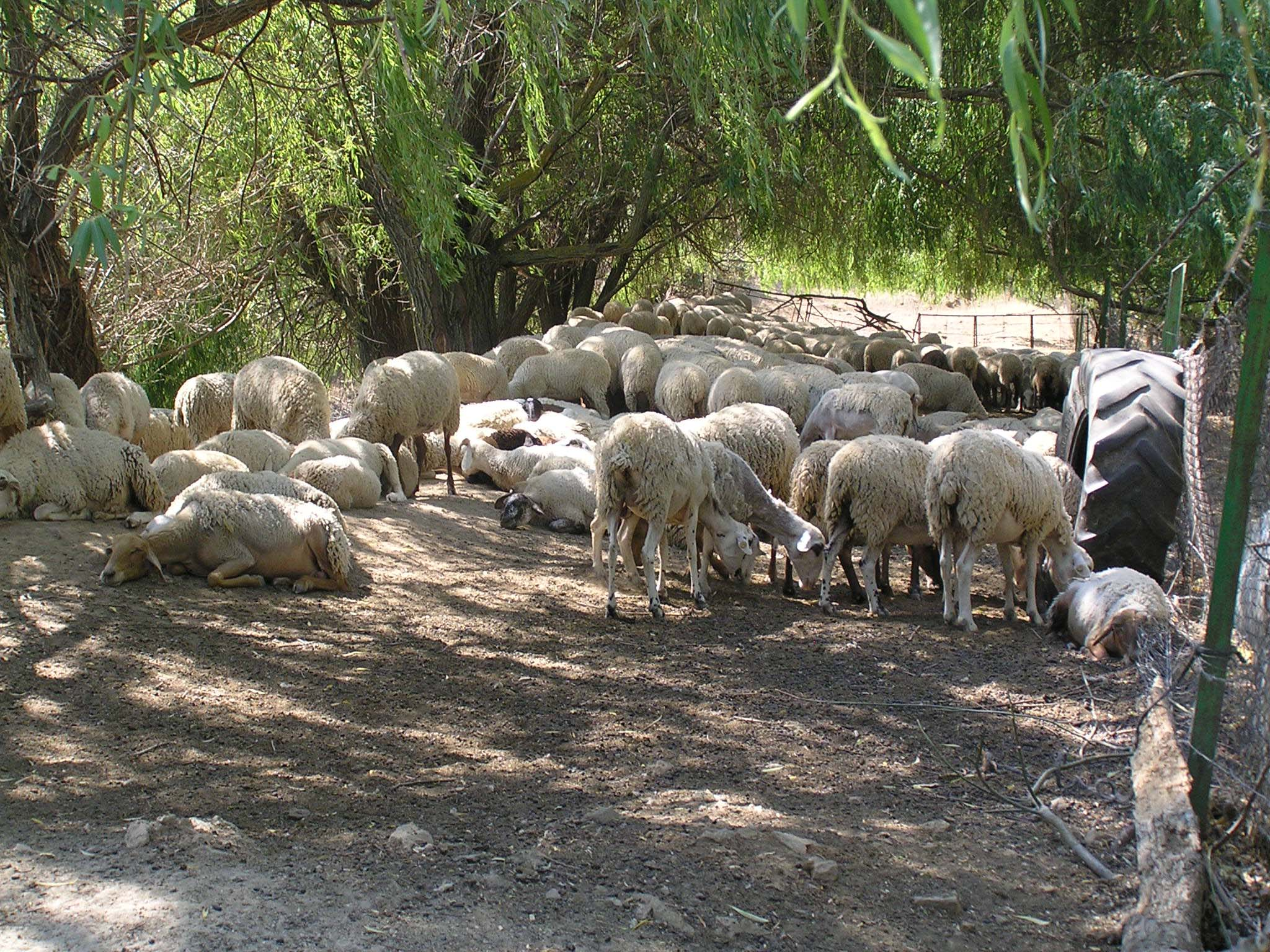
Rebaño de ovejas.

Los terrenos de Cobeja son dedicados mayoritariamente al cultivo de los cereales (principalmente trigo y cebada). También hay plantaciones de horticultura de regadío (tomates, patatas...). 
La actividad ganadera también está presente en la economía cobejana, sobre todo la relacionada con el ganado ovino, pero escaso.
Referente a los cultivos de Cobeja, Pascual Madoz decía en su Diccionario geográfico-estadístico-histórico de España y sus posesiones de Ultramar lo siguiente:

PROD: trigo, cebada, avena, garbanzos, algarrobas, lentejas, habas y titos.
()

### Industria

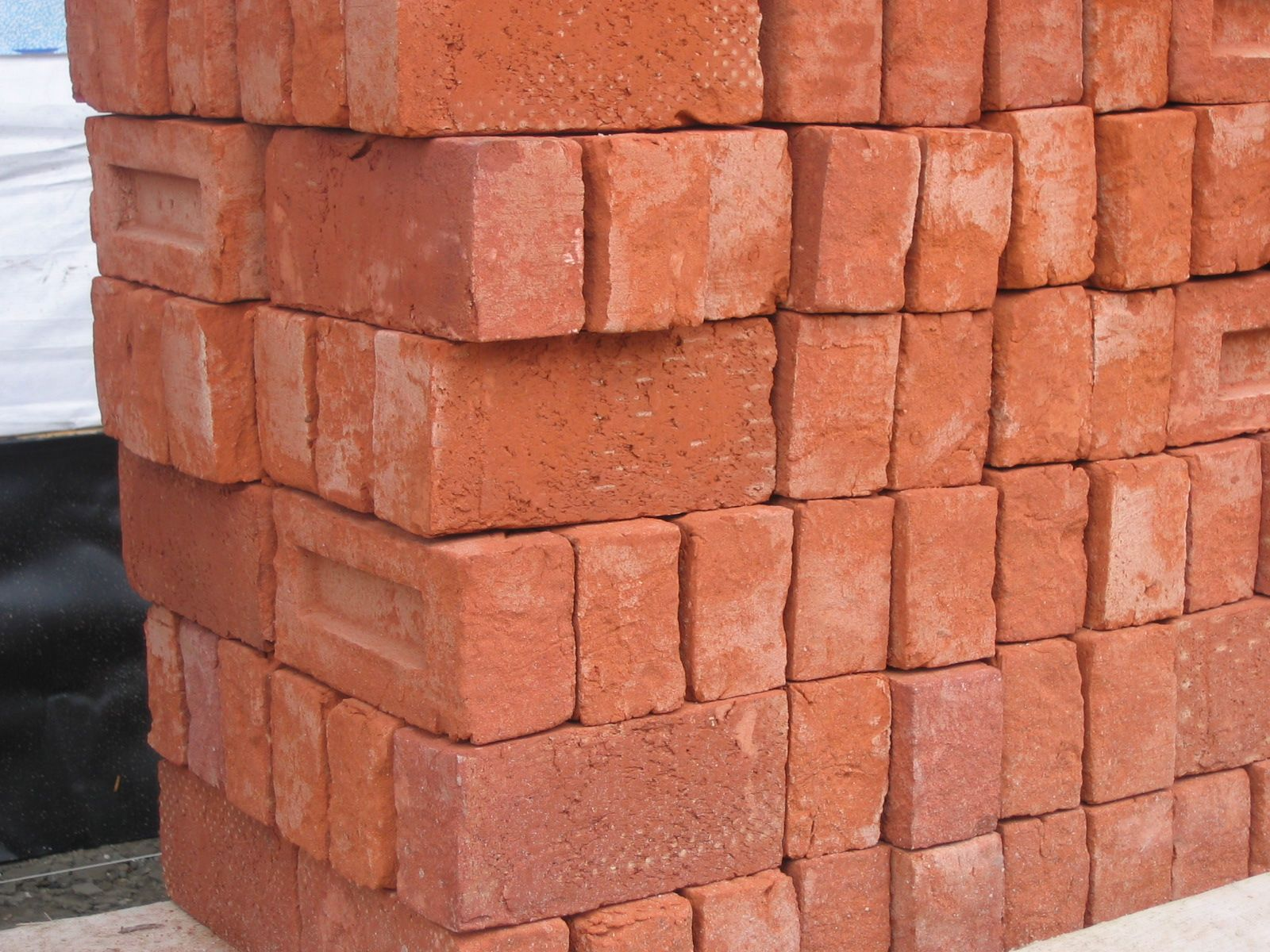
Ladrillo.

La industria juega un papel importante en la economía de Cobeja. Destacan las industrias relacionadas con la cerámica, prueba de ello son las numerosas fábricas dedicadas a la fabricación de ladrillos y tejas, así como de las canteras repartidas a lo largo de todo el término municipal. De estas canteras se extrae la tierra con la que las cerámicas fabrican estos productos. Los ladrillos producidos en la localidad cuentan con numerosas certificaciones acreditadas
El sector de la construcción es también un importante en Cobeja que ocupa al 27,2% de la población activa y a él se dedican 24 empresas.

### Comercio y servicios
Cobeja es un municipio volcado fundamentalmente en el sector servicios, principalmente el comercio de todo tipo de productos a nivel local y comarcal. 
Se celebra un mercadillo todos los lunes. En el municipio se conoce este mercadillo como la plaza, dónde diferentes mercaderes exponen sus productos (ropa, alimentación,...)
El municipio cuenta con varios autoservicios, entre los que destaca el supermercado Dia, donde gente de los alrededores va a realizar sus compras. También hay varias carnicerías y panaderías. La localidad cuenta con 10 bares de gran afluencia, sobre todo en los días de fútbol.

## Infraestructuras

### Medios de transporte y carreteras
Cobeja está comunicada por carretera con ciudades como Toledo, Madrid o Illescas por la carretera A-42, concretamente está situada tras la salida 49. Además cuenta con salida propia por la AP-41. En su término municipal se llevarán a cabo las obras de la Autovía de la Sagra (CM-41), a la que en un futuro el municipio tendrá acceso. Conecta con Villaluenga de la Sagra por la carretera TO-4511-V y con Pantoja por la CM-4004.
La línea ferroviaria no pasa directamente por el término de Cobeja, pero tiene cerca la que pasa por Villaluenga de la Sagra es la de la ruta de trenes de Trenes Madrid-Talavera de la Reina-Cáceres-Portugal, aunque la estación no está operativa. Recientemente ha habido una concentración para la reapertura de la estación. Por la localidad colindante de Alameda de la Sagra discurre la línea de alta velocidad, aunque sin estación.
Todos los días hay líneas de autobuses hacia Madrid o Toledo. La línea de autobuses interurbanos con destino u origen en Madrid la realiza SAMAR S.A, que realiza la línea Madrid-Añover de Tajo-Toledo.

### Distancias por carretera
La siguiente tabla muestra las distancias de Cobeja a otros municipios o ciudades.
| Ciudades    | Distancia (km) | Ciudades  | Distancia (km) | Ciudades    | Distancia (km) |
| ----------- | -------------- | --------- | -------------- | ----------- | -------------- |
| Toledo      | 32,2           | Madrid    | 52,8           | Cuenca      | 170            |
| Ciudad Real | 144            | Albacete  | 259            | Guadalajara | 107            |
| Torrijos    | 49             | Illescas  | 15             | Aranjuez    | 30             |
| Barcelona   | 660            | La Coruña | 646            | Valencia    | 359            |

## Símbolos
El escudo de Cobeja fue aprobado en el Diario Oficial de Castilla-La Mancha (DOCM) del 2 de julio de 1985 siguiendo el dictamen de la Real Academia de Historia. La descripción es la siguiente:

Mantelado, primero de gules, la cruz primacial de doble traversa; segundo, de azur, el racimo de uvas de oro, y en punta del mismo espiga de oro; el mantel de plata, teja de gules. Al timbre, corona real cerrada.
DOCM nº 26, 2 de julio de 1985

El escudo mostrado en este artículo no es el utilizado oficialmente por el Ayuntamiento del municipio, sino una representación gráfica siguiendo su descripción heráldica oficial. 

### Significado
Cobeja fue aldea del señorío archiepiscopal primado durante cientos de años, de ahí la incorporación de la cruz primacial de doble traversa. El cultivo de la vid y el trigo, ha sido y es importante por lo que figuran el racimo de uvas y la espiga, y por último la incorporación de la arcilla o “barro” tan importante en el desarrollo de la localidad, por ello su reseña al mismo en forma de teja.
La justificación histórica del escudo fue encomendada por el Ayuntamiento al Dr. Fernando Jiménez de Gregorio, y el heraldista José Luis Ruz Márquez realizó el escudo descrito que fue aprobado por decreto de la Junta de Comunidades de Castilla-La Mancha n.º 65 de 25 de junio de 1985.

## Administración
Cobeja cuenta con un Juzgado de Paz, situado en el edificio del Ayuntamiento, donde se solventan los litigios menores. El municipio pertenece al Partido judicial de Illescas, donde se resuelven los asuntos legales de mayor importancia. También puede acudirse a los Juzgados de Toledo.

### Administración y política
| Corporación Municipal de Cobeja                                           | Corporación Municipal de Cobeja | Corporación Municipal de Cobeja | Corporación Municipal de Cobeja | Corporación Municipal de Cobeja | Corporación Municipal de Cobeja | Corporación Municipal de Cobeja | Corporación Municipal de Cobeja |
| ------------------------------------------------------------------------- | ------------------------------- | ------------------------------- | ------------------------------- | ------------------------------- | ------------------------------- | ------------------------------- | ------------------------------- |
| Alcaldía                                                                  | Diego Díaz Batres               |                                 |                                 |                                 |                                 |                                 |                                 |
| Concejalía                                                                | Titular                         |                                 |                                 |                                 |                                 |                                 |                                 |
| Primera Teniente de Alcalde Concejalía de Urbanismo y Bienestar Social    | María Divina Quilón Saldaña     |                                 |                                 |                                 |                                 |                                 |                                 |
| Segundo Teniente de Alcalde Concejalía de Contratación y Personal         | Ricardo Villanueva Caballero    |                                 |                                 |                                 |                                 |                                 |                                 |
| Concejalía de Cultura, Educación y Medio Ambiente                         | María Teresa Pantoja Cuestas    |                                 |                                 |                                 |                                 |                                 |                                 |
| Concejalía de Deportes y Juventud                                         | José Morales Díaz               |                                 |                                 |                                 |                                 |                                 |                                 |
| Concejalía de Festejos                                                    | Angélica Miguel Díaz            |                                 |                                 |                                 |                                 |                                 |                                 |
| Fuente: Elaboración Wikipedia con los archivos del Ayuntamiento de Cobeja |                                 |                                 |                                 |                                 |                                 |                                 |                                 |

En la siguiente tabla se muestra un listado con los alcaldes de los que se tiene constancia en los archivos municipales desde 1936 hasta las elecciones democráticas de 1979
| Alcaldes de Cobeja hasta las elecciones democráticas de 1979              | Alcaldes de Cobeja hasta las elecciones democráticas de 1979 | Alcaldes de Cobeja hasta las elecciones democráticas de 1979 | Alcaldes de Cobeja hasta las elecciones democráticas de 1979 | Alcaldes de Cobeja hasta las elecciones democráticas de 1979 | Alcaldes de Cobeja hasta las elecciones democráticas de 1979 | Alcaldes de Cobeja hasta las elecciones democráticas de 1979 | Alcaldes de Cobeja hasta las elecciones democráticas de 1979 | Alcaldes de Cobeja hasta las elecciones democráticas de 1979 |
| ------------------------------------------------------------------------- | ------------------------------------------------------------ | ------------------------------------------------------------ | ------------------------------------------------------------ | ------------------------------------------------------------ | ------------------------------------------------------------ | ------------------------------------------------------------ | ------------------------------------------------------------ | ------------------------------------------------------------ |
| Período                                                                   | Nombre del alcalde                                           |                                                              |                                                              |                                                              |                                                              |                                                              |                                                              |                                                              |
| 1936-1938                                                                 | Severiano Orozco Calvo                                       |                                                              |                                                              |                                                              |                                                              |                                                              |                                                              |                                                              |
| 1938-1944                                                                 | Norberto Redondo Fernández                                   |                                                              |                                                              |                                                              |                                                              |                                                              |                                                              |                                                              |
| 1944-1950                                                                 | Nicolás Redondo Dorado                                       |                                                              |                                                              |                                                              |                                                              |                                                              |                                                              |                                                              |
| 1950-1952                                                                 | Félix Martínez Orozco                                        |                                                              |                                                              |                                                              |                                                              |                                                              |                                                              |                                                              |
| 1952-1958                                                                 | Ángel Villarubia Aguado                                      |                                                              |                                                              |                                                              |                                                              |                                                              |                                                              |                                                              |
| 1958-1973                                                                 | Hilario Fernández Díaz                                       |                                                              |                                                              |                                                              |                                                              |                                                              |                                                              |                                                              |
| 1973-1977                                                                 | Marcial Portales Núñez                                       |                                                              |                                                              |                                                              |                                                              |                                                              |                                                              |                                                              |
| Fuente: Elaboración Wikipedia con los archivos del Ayuntamiento de Cobeja |                                                              |                                                              |                                                              |                                                              |                                                              |                                                              |                                                              |                                                              |

A continuación se muestra un listado de los alcaldes del municipio desde el año 1979:
| Periodo   | Nombre                                                     | Partido   |
| --------- | ---------------------------------------------------------- | --------- |
| 1979-1983 | Longinos Díaz Herrando                                     | UCD       |
| 1983-1987 | Miguel Núñez Viso                                          | AP/PDP/UL |
| 1987-1991 | Antonio Largo Rodríguez                                    | PSOE      |
| 1991-1995 | Antonio Largo Rodríguez                                    | PSOE      |
| 1995-1999 | Antonio Largo Rodríguez                                    | PSOE      |
| 1999-2003 | Antonio Largo Rodríguez (11/05/2000) Francisco Núñez Núñez | PSOE      |
| 2003-2007 | Antonio Fernández Redondo                                  | PP        |
| 2007-2011 | Antonio Fernández Redondo                                  | PP        |
| 2011-2015 | Aurora Viso Carmona                                        | PP        |
| 2015-2019 | Diego Díaz Batres                                          | PSOE      |
| 2019-2023 | Diego Díaz Batres                                          | PSOE      |
| 2023-act. | José Luis Aguirre Hernández                                | PP        |

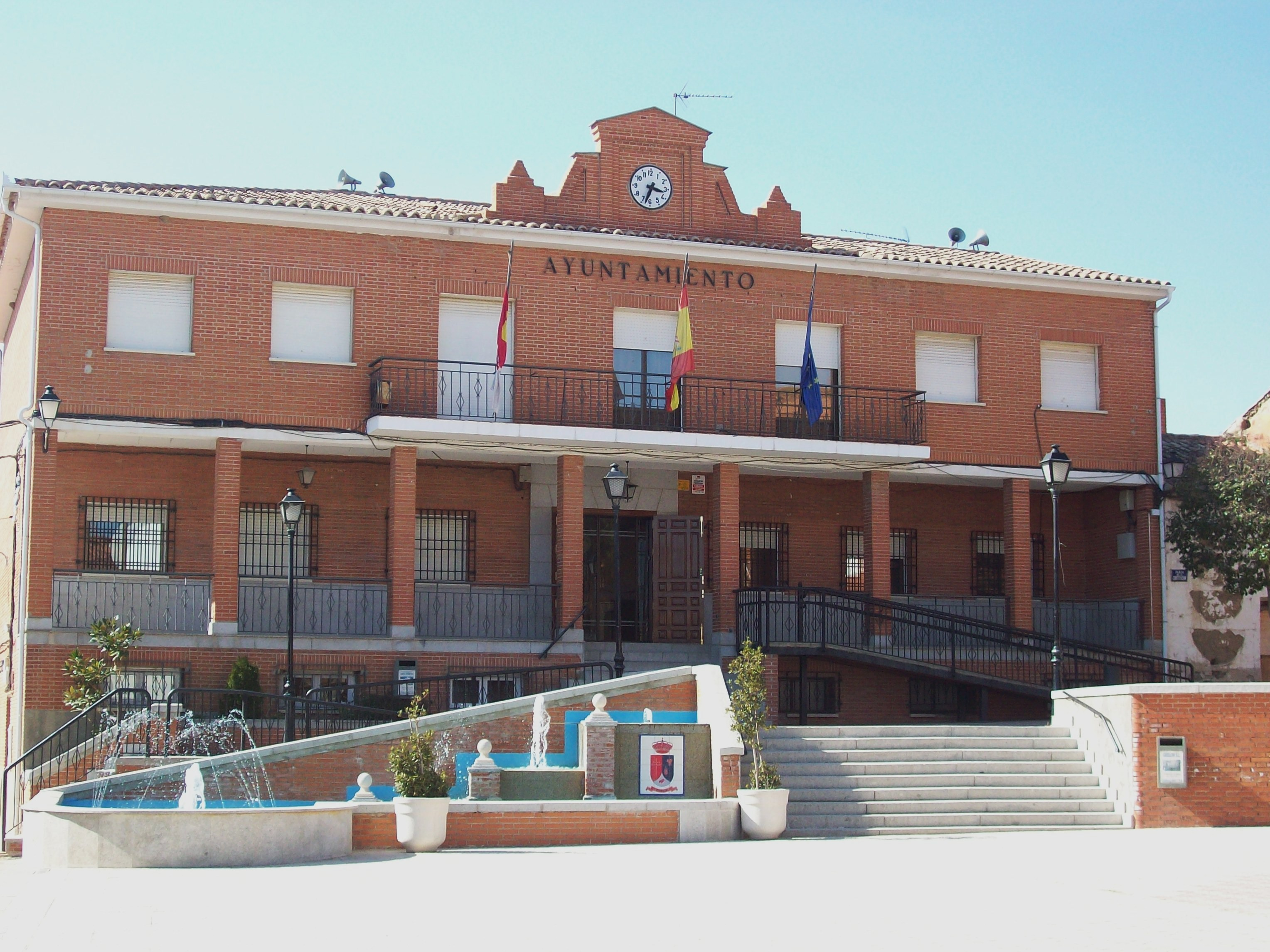
Ayuntamiento de Cobeja

### Fuerzas y Cuerpos de Seguridad
Cobeja contaba con un cuartel de la Guardia Civil, bajo las órdenes de un sargento, pero desapareció. Actualmente, en caso de necesidad se acude a la Guardia Civil de Villaluenga de la Sagra.

### Sanidad
El municipio dispone de un centro de salud de atención primaria, gestionado por el Servicio de Salud de Castilla-La Mancha (SESCAM). El centro cuenta con un médico de familia y una enfermera. Todos ellos prestan los servicios de consulta médica y de enfermería.El municipio cuenta con una farmacia.

### Servicios de emergencia
El municipio dispone de una Agrupación Municipal de Voluntarios de Protección civil, que intervienen según las necesidades del 112 de Castilla-La Mancha, ante las situaciones de urgencia y emergencia del municipio. Actualmente cuenta con 11 componentes.

## Monumentos

### Arquitectura religiosa

#### Iglesia parroquial de San Juan Bautista
La torre de la iglesia es de factura mudéjar y data de 1788. Es una construcción de ladrillos, configurada en tres tramos, con huecos para las campanas y un reloj en el último cuerpo. Se cubre con un capitel de pizarra negra y un alcuzón de plomo. En una de las fachadas de la torre, se lee una inscripción que dice 

Cura propio D. Soriano, año 1788

 Una de las campanas, de nombre Santa María, parece ser obra de Rebollar. La otra tiene una inscripción que dice 

Sea por siempre vendito y alabado el corazón de Jesús Sacramentado

Del cuerpo de la iglesia no se conserva nada. Debido a su mal estado fue derribado y construido otro de factura moderna en el año 1974. Si se conserva la pila bautismal, una pieza labrada en granito con gallones, que data de 1603. De la nueva construcción cabe destacar las vidrieras que representan a Dios Padre, Hijo y Espíritu Santo en las fachadas laterales. Cabe destacar una de mayores dimensiones frente al altar que representa la última cena

#### Ermita
Situada en la parte norte del municipio, a las afueras. Es de construcción moderna, con ladrillo de cara vista y su tejado está compuesto por chapas de fibrocemento. Está en estado de abandono y actualmente no se usa para el oficio religioso.

### Arquitectura civil
Cobeja no es una localidad que destaque por la antigüedad de sus casas o sus edificaciones. Cabe destacar:

#### Casa consistorial o Ayuntamiento
El antiguo edificio del Ayuntamiento data del siglo XIX y fue usado hasta los años 50. Posteriormente se abandonó éste y se construyó el actual, ubicado en la plaza de la Constitución. Fue construido en los años 70, durante los primeros gobiernos de la democracia. Alberga el registro civil, el Juzgado de Paz y la Secretaría, así como el despacho del alcalde. 

#### Fuente
Ubicada en la parte meridional del municipio, es la más antigua que se conserva. Se puede constar que está fechada en la época de Carlos IV, cuya inscripción reza:

REINANDO CARLOS IIII AÑO DE 1702; SIENDO ALCALDE CELESTINO FERNANDES; ESTA OBRA SEYZO A EXPENSAS DE LOS PROPIOS

Consta de un cuerpo central de cuatro caños de piedra clara, que desde muy antiguo canalizan el agual de un manantial subterráneo natural, que cruza buena parte del municipio.
En la actualidad solo se conserva esta parte, rodeada de un pilón que recoge las aguas. Antiguamente existió un pilón de grandes dimensiones con un tramo que servía de lavadero y otro de abrevadero.

## Cultura
El pueblo cuenta con numerosas iniciativas culturales, entre las que destacan:

### Carnavales
Su fecha varía dependiendo del año. El día de Carnaval por la mañana, los alumnos del CEIP San Juan Bautista salen disfrazados y desfilan por las calles de la localidad. Por la tarde, los habitantes del municipio salen disfrazados y desfilan por la calle con disfraces y vestimentas de lo más variopinto
El Miércoles de Ceniza se celebra el Entierro de la Sardina, al que acuden los habitantes del municipio disfrazados con indumentarias en las que predomina el color negro, que simula el luto que se siente por "el difunto". La sardina representa los vicios, el desenfreno y los sentimientos de liberación que surgen en la fiesta, que concluye con su quema en una hoguera para arreglarlo todo y volver al orden, tomando al fuego como símbolo de liberación y regeneración.

## Educación
La educación en Cobeja depende de la Consejería de Educación y Ciencia de la Junta de Comunidades de Castilla-La Mancha, que asume las competencias de educación a nivel regional. Hay un colegio público de educación primaria llamado CEIP San Juan Bautista. La Educación Secundaria Obligatoria no se cursa en Cobeja, así que los alumnos han de cursar la ESO en el IES Castillo del Águila, en la localidad de Villaluenga de la Sagra. También cuenta con un Centro de Atención Infantil (CAI) para la educación infantil de primer ciclo (niños de 0 a 3 años).
En el curso 2006/2007, según la estadística oficial de la Consejería de Educación y Ciencia, hubo 56 profesores y 247 alumnos matriculados en enseñanzas no universitarias. Todos los alumnos matriculados cursan educación primaria en centros de carácter público.
Según afirma Pascual Madoz, entre 1846 y 1850 había una escuela en Cobeja dotadas con 4 reales a las que asistían 24 niños.

## Deportes

### Fútbol
El UD Cobeja (fundado en 2008) es el equipo local y actualmente se encuentra en Primera División Autonómica de Castilla-La Mancha (Grupo IV). El pueblo también cuenta con un estadio de fútbol municipal, el Pedro Galán, donde juega el UD Cobeja, compartiéndolo con la cantera de este, el CD Cobeja (fundado en 1980 y que llegó a jugar en tercera división).
La localidad posee con un polideportivo municipal, inaugurado en el año 2007. Ésta instalación proporciona los medios necesarios para albergar gran cantidad de deportes. En él se desarrollan todos las actividades organizadas por el Ayuntamiento y también se puede alquilar la pista a todos los que quieran practicar algún deporte.
Además, hay en Cobeja una peñas futbolística: la peña de seguidores del Atlético de Madrid, la Peña Atlética Carlos Aguilera

### Otros deportes
En Cobeja existen otras asociaciones deportivas vinculadas a otros deportes:
- El Club de Gimnasia Rítmica Venus: Se dedica a la enseñanza de la gimnasia rítmica a las niñas de la localidad
- La Peña Motera la Sagra: Organiza una vez al año, durante las fiestas patronales a la Virgen del Carmen, una ruta motera y posterior exhibición.
- Escuela de Judo

## Fiestas
- Fiestas de San Sebastián: Tienen lugar el 20 de enero. Conocida en Cobeja como fiesta de los casados. En los primeros días del mes de enero, el Hermano Mayor (es decir, la primera persona que se casa dos años atrás) reúne a todos los casados de dicho año y a los nuevos vecinos. Esta tradición permite relacionar a los vecinos de la localidad y ayuda a integrar a los nuevos. Dos semanas antes de la fiesta, los hermanos se reúnen por las noches y tiran cohetes. El día de San Sebastián empieza con cohetes, la banda de música va a buscar al Hermano Mayor hasta su casa y después junto con la corporación municipal van a la misa y sacan en procesión al santo.
- Tercer fin de semana de septiembre: fiestas en honor a la Virgen del Carmen. Se realizan actos religiosos, ofrendas florales, actividades deportivas, elección de reina de las fiestas, verbenas, toros, etc. A estas fiestas se las llaman Fiestas grandes, ya que estas duran el fin de semana y se prolongan hasta el miércoles de la semana siguiente.
- Tercer fin de semana de julio: fiestas en honor a la Virgen del Carmen. Duran tan solo este fin de semana. En la localidad se llama a esta fiesta popularmente Fiestas chicas

### Otras fiestas de la localidad
- San Antón: Según la tradición cobejana, una persona del pueblo regaló un cerdito, con la condición de que todos los vecinos ayudasen en su manutención. Éste andaba libremente por las calles de la localidad y comía de lo que los vecinos le echaban. Dormía en cualquier puerta o bien, si encontraba una puerta abierta, libremente se metía en el corral o en la propia casa. Pasado un año, cuando el cerdo se hizo grande, se rifó entre las familias. La condición que impusieron a las familias participantes era que al año siguiente, dicha familia repusiese el cerdo que les había tocado por otro pequeño para El San Antón del año siguiente, y así sucesivamente año tras año. En la actualidad, esta tradición se ha perdido.